# Франкфуртські пряники
Франкфуртські пряники (нім. Frankfurter Brenten — букв. «Франкфуртські відбитки») — традиційне різдвяне печиво у Франкфурті-на-Майні з марципану, відоме ще з часів Середньовіччя. Вважається, що франкфуртські пряники поряд з айвовою ковбасою та перцевими горіхами були улюбленими солодощами І. Ст. Гете.
Франкфуртські пряники всупереч їхній назві виготовляють не з пряничного тіста, а з тієї ж марципанової маси, що й бетменхен, у спеціальних формах із франкфуртськими мотивами. Існують кілька рецептів, що варіюються залежно від присутності борошна як інгредієнта. Едуард Меріке присвятив франкфуртському прянику вірш, в якому описав складність його приготування, проте зараз на виробництво франкфуртських пряників йде готова марципанова маса. На відміну від круглих кульок бетменхен для франкфуртського пряника використовують дерев'яні форми. На вирізані формою пряники наносять малюнки, як і в спекулос. Продаж цих різдвяних пряників у кондитерських Франкфурта починають уже в жовтні.